# Willem Bijlefeld
Willem Bijlefeld (Appingedam, 13 februari 1894 – Groningen, 21 oktober 1961) was een Nederlandse architect die vooral werkzaam was in Noord-Nederland.

## Leven en werk

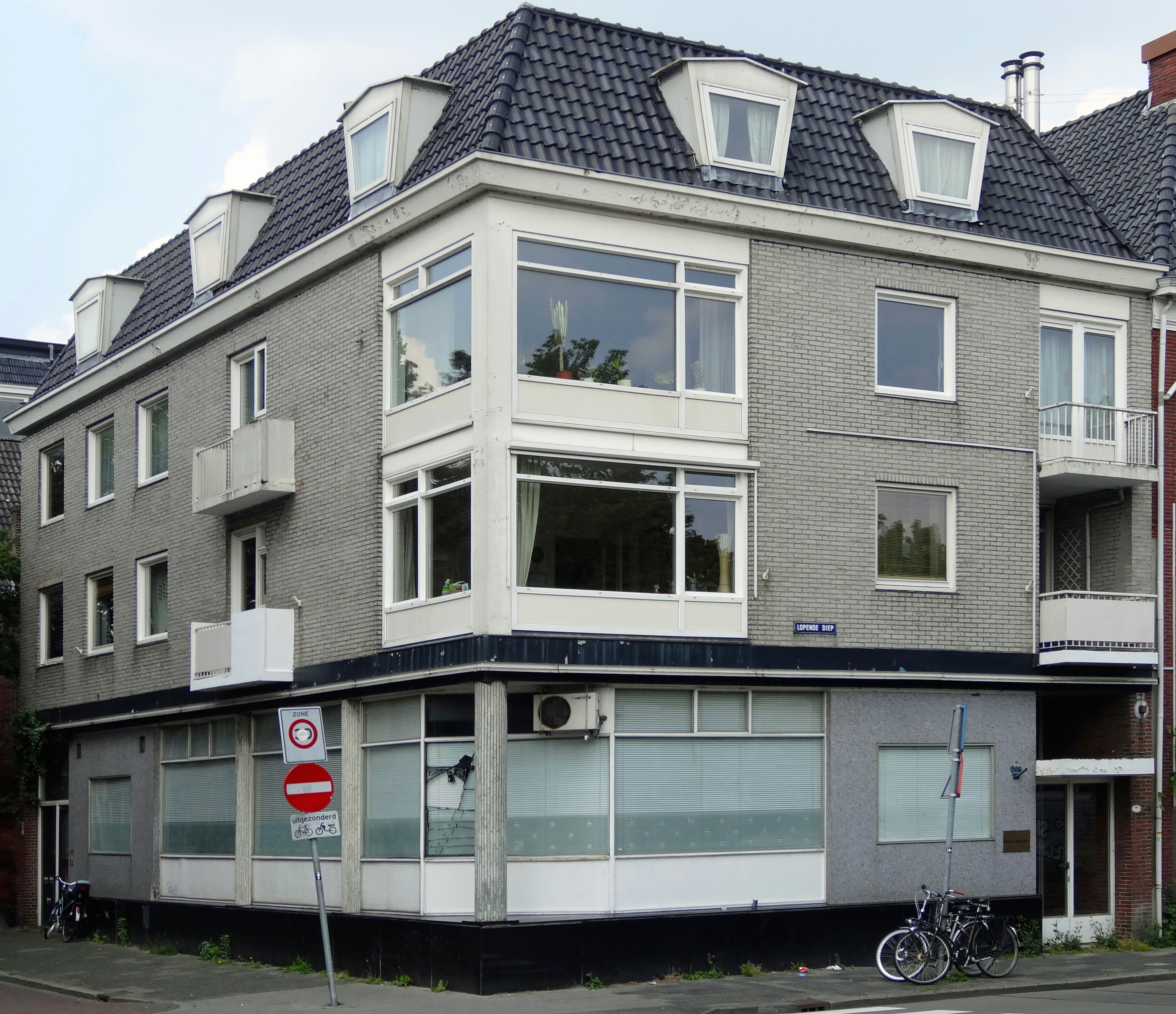
Het door de neven Willem en Jan Bijlefeld ontworpen voormalige kantoorpand van "Eigen Haard"

Bijlefeld werd in Appingedam geboren als zoon van de timmerman Jan Bijlefeld en Jantje Dijkema. Hij begon zijn loopbaan bij de dienst gemeentewerken van de gemeente Groningen. Hij vestigde zich als zelfstandig architect aan de Nassaulaan in Groningen. Hij was als architect onder meer werkzaam voor de Vereniging voor Christelijk Onderwijs in Groningen. Bijlefeld ontwierp halverwege de jaren vijftig van de 20e eeuw de christelijke lagere school in Smilde. Dit gebouw werd vanwege de cultuur- en architectuurhistorische waarde, de gaafheid en de zeldzaamheid ervan erkend als provinciaal monument in Drenthe. Ook ontwierp hij in 1934 het hervormd verzorgingstehuis Avondlicht in Haren. en in 1936 De Veenhorst, het buitenhuis van de Groninger Christelijke Jongemannen Vereeniging, in Midlaren. Ten dienste van de bussen van de Marnedienst ontwierp Bijlefeld in 1954 een wachtkamer aan de Bedumerweg in Groningen. Samen met architect P.L. de Vrieze ontwierp hij in 1955 het kerkgebouw Filadelfia in Groningen. Met zijn neef, de architect Jan Bijlefeld, ontwierp hij in 1960 het nieuwe kantoorgebouw van de spaarbank Eigen Haard.
Het architectenbureau werd in 1960 voortgezet aan het Zuiderpark in Groningen door zijn neef. Bijlefeld overleed in oktober 1961 op 67-jarige leeftijd in zijn woonplaats Groningen. Hij werd begraven op de begraafplaats Selwerderhof in Groningen.